# 竇徳明
竇 徳明（とう とくめい、587年 - 没年不詳）は、唐の外戚。本貫は扶風郡平陵県。

## 経歴
隋の西平郡太守の竇彦の子として生まれた。太穆竇皇后の兄の鉅鹿公竇照の孫にあたる。若くして王孝逸に師事し、古典を渉猟した。仁寿4年（604年）、漢王楊諒が并州で反乱を起こし、その部将の綦良が黎陽県を攻撃した。徳明はときに数え18歳であったが、5000人を徴募し、一戦してこれを破った。功績を重ねて斉王府属となったが、事件に連座して免官された。李淵の軍が長安を包囲すると、長安城内にいた永安郡王李孝基・襄邑郡王李神符・略陽郡公李道宗および李淵の婿の竇誕・趙慈景らがそろって獄に下され、隋の将軍の衛文昇や陰世師らはかれらを殺そうとした。徳明がかれらに罪はなく、恨みを招くのはよろしくないと衛文昇を説得したので、衛文昇は処刑を取りやめた。武徳初年、徳明は考功郎中に任じられた。李世民に従って王世充を討ち、戦功を挙げて、顕武県男に封じられた。貞観初年、常州刺史・愛州刺史を歴任した。ほどなく死去した。

## 伝記資料
- 『旧唐書』巻183 列伝第133
- 『新唐書』巻95 列伝第20